# Prinsessia

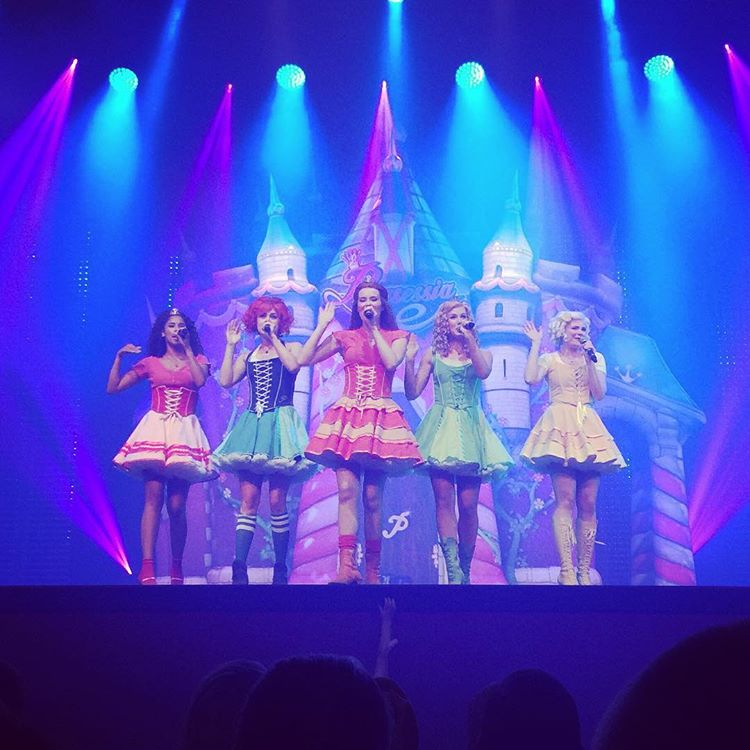
Prinsessia tijdens hun parkshow in juli 2016

Prinsessia is een kinderprogramma van Studio 100 waarin vijf prinsessen en hun belevenissen op de gelijknamige prinsessenschool centraal staan. De serie kent 53 afleveringen die voor het eerst werden uitgezonden tussen 2014 en 2016.
Van 2013 tot 2018 waren de hoofdpersonages ook te zien in diverse muzikale theatershows. De franchise werd stopgezet nadat actrice Désirée Viola zelfmoord had gepleegd.

## Rolverdeling
- Prinses Violet: Fauve Geerling
- Prinses Iris: Helle Vanderheyden
- Prinses Roos: Désirée Viola
- Prinses Madeliefje: Sylvia Boone
- Prinses Linde: Jolijn Henneman (tot 2015) / Tanja de Raad (vanaf 2015)
- Juf Flora: Bettina Berger
- Kok Basiel: James Cooke
- Lakei Kamiel: Dirk Van Vaerenbergh

## Afleveringen

### Seizoen 1
- Aflevering 1 - Het gouden prinsessenkroontje
- Aflevering 2 - Prins Rufus
- Aflevering 3 - De baljurk
- Aflevering 4 - Madeliefjesdag
- Aflevering 5 - Directeur Basiel
- Aflevering 6 - Prinsessenmusical
- Aflevering 7 - Het Prinsessiareglement
- Aflevering 8 - Zwijgen is goud
- Aflevering 9 - Lakei zoekt hulp
- Aflevering 10 - Koude week
- Aflevering 11 - Pyjamageest
- Aflevering 12 - Het prinsessenrecord
- Aflevering 13 - De Prinsessia politie

### Seizoen 2
- Aflevering 1 (14) - De grens van een prinses
- Aflevering 2 (15) - De prinselijke kikker
- Aflevering 3 (16) - De Doornroosjesziekte
- Aflevering 4 (17) - 40 jaar op Prinsessia
- Aflevering 5 (18) - Koninklijk bal
- Aflevering 6 (19) - De prins op het witte paard
- Aflevering 7 (20) - De ordelijkste kamer
- Aflevering 8 (21) - Happy Birthday
- Aflevering 9 (22) - Het dagboekcomplot
- Aflevering 10 (23) - Geheugenverlies
- Aflevering 11 (24) - Koningin Roos
- Aflevering 12 (25) - Ontsnapt!
- Aflevering 13 (26) - De date van Basiel

### Seizoen 3
- Aflevering 1 (27) - Kikkerbrouwsel
- Aflevering 2 (28) - De Schoolraad
- Aflevering 3 (29) - Spinnenvrees
- Aflevering 4 (30) - Survival
- Aflevering 5 (31) - Bijgeloof
- Aflevering 6 (32) - Superbasiel
- Aflevering 7 (33) - Kolonel Kazimir
- Aflevering 8 (34) - Zoem
- Aflevering 9 (35) - De Kookwedstrijd
- Aflevering 10 (36) - Heks Flora
- Aflevering 11 (37) - Stoere Madelief
- Aflevering 12 (38) - Zensessia
- Aflevering 13 (39) - De wissel

### Special
- (40) - Prinsessia: Het Prinselijke Bal[3]

### Seizoen 4
- Aflevering 1 (41) - Operatie brief
- Aflevering 2 (42) - De Schoolkrant
- Aflevering 3 (43) - Prinsesselijke pukkel
- Aflevering 4 (44) - Sprookjeshuwelijk
- Aflevering 5 (45) - Geboeid
- Aflevering 6 (46) - Madeliefje kunstschilder
- Aflevering 7 (47) - 1 April
- Aflevering 8 (48) - Wensprinses
- Aflevering 9 (49) - Coole Flora
- Aflevering 10 (50) - Hypnose
- Aflevering 11 (51) - Sprookjesprins
- Aflevering 12 (52) - Het ei
- Aflevering 13 (53) - Scholencompetitie

## Discografie

### Albums
| Album met hitnotering(en) in de Vlaamse Ultratop 200 albums | Datum van verschijnen | Datum van binnenkomst | Hoogste positie | Aantal weken | Opmerkingen |
| ----------------------------------------------------------- | --------------------- | --------------------- | --------------- | ------------ | ----------- |
| Goud                                                        | 2014                  | 27-09-2014            | 13              | 57           |             |
| Platina                                                     | 2015                  | 06-06-2015            | 21              | 45           |             |

#### Compilaties
- Ketnet Hits 6 - Prinsessia
- Studio 100 TV Hits, Vol. 7 - Mag Ik Jou Kussen & Prins Op 'T Witte Paard
- Feestknallers Vol. 3 - Superprinses
- Het Beste Van 20 Jaar Studio 100 - Prinsessia & Feestje
- De leukste Sinterklaasliedjes - De allermooiste Stoomboot
- Vakantiehits, Vol. 1 - Goud
- De leukste Studio 100 kerstliedjes - Hallo Winterwonderland
- Feestknallers Vol. 4 - Mag ik jou kussen

### Singles
| Single met hitnotering(en) in de Vlaamse Ultratop 50 | Datum van verschijnen | Datum van binnenkomst | Hoogste positie | Aantal weken | Opmerkingen                 |
| ---------------------------------------------------- | --------------------- | --------------------- | --------------- | ------------ | --------------------------- |
| Prinsessia                                           | 2013                  | 25-01-2014            | tip83           | -            |                             |
| Mag Ik Jou Kussen?                                   | 2014                  | 01-11-2014            | tip90           | -            | Nr. 44 in de Vlaamse top 50 |

### Dvd's
| Dvd's met hitnoteringen in de Nederlandse Music Top 30 | Datum van verschijnen | Datum van binnenkomst | Hoogste positie | Aantal weken | Opmerkingen |
| ------------------------------------------------------ | --------------------- | --------------------- | --------------- | ------------ | ----------- |
| De Droomtroon                                          | 2016                  | 12-11-2016            | 13              | 2            |             |

| Dvd's met hitnoteringen in de Vlaamse Muziek-DVD Ultratop 10/20 | Datum van verschijnen | Datum van binnenkomst | Hoogste positie | Aantal weken | Opmerkingen |
| --------------------------------------------------------------- | --------------------- | --------------------- | --------------- | ------------ | ----------- |
| De Droomtroon                                                   | 2016                  | 12-11-2016            | 4               | 9            |             |

## Dvd's
- 2014: Het gouden prinsessenkroontje
- 2014: Prinsessenmusical
- 2015: De prinselijke kikker
- 2015: De prins op het witte paard
- 2015: Het Prinselijke Bal (Special)
- 2016: Happy Birthday
- 2016: Superbasiel
- 2016: Het Prinselijke Bal (20 jaar Studio 100 heruitgave)
- 2016: De Droomtroon (Show)
- 2016: Prinsessia Showbox - Volume 1
- 2017: Prinsessia Showbox - Volume 2

Van de eerste dvd Het gouden prinsessenkroontje werden 10.000 exemplaren verkocht, goed voor een gouden dvd.

## Videoclips
- Prinsessia (2013)
- Mag Ik Jou Kussen (2014)
- Prins Op 'T Witte Paard (2014)
- Superprinses (2015)
- Naar Het Bal (2015)
- Zo Verliefd (2016)
- Alles Komt Goed (2016)
- Sprookjesnacht (2016)
- Dagboek (2016)
- Boos (2016)

## Shows
- Prinsessia Show 2016: De Droomtroon[5]